# Pascal Monfort
Pour les articles homonymes, voir Montfort.
 (juillet 2020).
 (novembre 2019).
Pascal Monfort, né le 8 avril 1974 à Briey, est un chef d'entreprise et professeur de mode français, fondateur du cabinet REC trends marketing, spécialisé dans les échanges entre l'industrie du luxe, le sport et la jeunesse.

## Biographie

### Jeunesse et formation
Pascal Monfort est originaire de Lorraine. Au cours de sa jeunesse, il s'intéresse à l'image, la musique et le sport puis la mode. À onze ans, il est abonné à Vogue Homme.

### Carrière d'enseignant
Il commence sa carrière en tant que styliste photo et rédacteur mode pour des magazines (The Guardian Style, Clark, Blast, DS, Jalouse ou Libération) à Londres, puis à Paris. 
Il enseigne l'histoire et la sociologie de la mode à l'école MOD'SPE Paris en 2000 puis à l'ESMOD ISEM l'année suivante, pendant 10 ans dans ces deux écoles. 
À partir de 2011, il organise ses cours autour de la mode : Mode et Innovation et Mode et Sport à l'Institut Français de la Mode, Mode et Marketing à HEC Paris et Mode et Politique à Science Po Paris. 
En 2018, il rejoint l'équipe enseignante du projet Casa 93, une formation aux métiers de la mode à moindre coût, accessible sans diplôme, et ouverte en priorité aux jeunes des quartiers populaires de Seine-Saint-Denis.

### Nike
En 2004, Nike le recrute, d'abord en free-lance, puis comme « responsable de l’innovation et de la culture consommateur », section créée d'après son approche universitaire. Il déniche les prochaines tendances, étudie le comportement des consommateurs de manière qualitative. 
En 2012, il quitte Nike, ouvre son propre cabinet de conseil en prospective et marketing des tendances. Il continuera d’accompagner l’équipementier sportif durant plusieurs années.

### L'Équipe
De 2013 à 2017, il est directeur de la mode et de l’image du supplément Sport & Style de L'Équipe. Il doit moderniser l'image de L'Équipe avec ce supplément mensuel incluant des séries de mode. 
Le mensuel se dote d’une nouvelle maquette, et se décrit comme « un aller-retour incessant entre la mode et le sport, le design et la performance, le lifestyle et le sportswear ». La mode et le sport sont « en communion évidente » selon lui.

### REC trends marketing
Il développe son cabinet d'études, renommé REC trends marketing, en référence à la recherche, aux experts et aux consommateurs sur lesquels est fondée sa méthodologie[source secondaire nécessaire]. Il conseille des marques dans les domaines de la mode, du sport, du luxe, de la beauté ou de la culture jeune, en réalisant des études qualitatives et sur-mesure afin de « convertir l’ère du temps en succès commercial ».
REC formule des recommandations sur les tendances. Mais Pascal Monfort affirme qu'« il ne se contente jamais de ne parler que de style, mais apporte toujours des éléments sociétaux et surtout extrêmement business ». Dans un podcast de 2019, il déclare : 

« qu'il diversifie ses secteurs de prédilection pour répondre au besoin des grandes marques d’enclencher une conversation avec le consommateur réel. Les dirigeants de marques ont de plus en plus d’outils, même gratuits, à leur disposition, mais ont besoin d'experts. REC n'est donc pas un média pour ses clients, mais une somme d'observateurs pragmatiques. »

### Expertise de la mode
Pascal Monfort intervient dans la presse généraliste et spécialisée : M, le magazine du Monde, Les Echos, Le Figaro, O, le cahier de tendances de l’Obs, L’Express, Les Inrockuptibles, Le HuffPost, Elle, Grazia ou Paris Match.
Il participe à divers programmes télévisés : Quotidien sur TMC, 100% Mag sur M6, Envoyé Spécial sur France 2, le Grand Journal de Canal+, La Mode, La Mode, La Mode sur Paris Première ou le Rendez-vous du jour sur BFM Business.

### Autres projets

#### Yummy Magazine
En 2005, il lance Yummy, magazine consacré à la junk food. Il en est rédacteur en chef,  Alexandra Jean est directrice artistique, et Géraldine Taymans, directrice graphique. Le magazine traite de la malbouffe, à travers des illustrations, peintures, séries de photos et interviews de personnalités sur leurs petits travers alimentaires. Chacun des 4 numéros est numéroté, tiré à 1000 exemplaires et sans publicité.

#### The Shoppings
Depuis 2006, il fonde un groupe de rock The Shoppings, y participe en tant que chanteur, aux côtés de David Lavaysse aux instruments (guitares, claviers, batterie, violoncelle) et Mattias Mimoun aux claviers. Dans le style de la musique électronique, le punk-rock ou le rap, ils sortent en 2007 un premier album The Shoppings, sur le monde de la mode et l’absurdité du consumérisme. 
En 2007, ils enregistrent 1997-2007 : colette. La chanson célèbre les 10 ans du concept-store parisien colette, avec la participation du styliste Jeremy Scott. 
En 2017, ils sortent un second album, Vanités, accompagnés d'Acid Washed à la production. La pochette est réalisée par Laurent Melki : c'est « une scène d’épouvante contemporaine » où le groupe incarne des morts-vivants qui poursuivent un couple de jeunes branchés.

#### Le Ballon FC
En 2016, accompagné de Christophe Quiquandon, Matthias Leullier, et Jack Whelan, il lance le Ballon FC, une ligue de football amateur qui fait s'affronter 8 équipes de 12 joueurs engagés dans les domaines artistiques ou créatifs. Organisée chaque année à Paris, cette ligue attire des personnalités de la mode, de la musique ou des medias telles que Guillaume Salmon, responsable des relations presse de la boutique colette, Elisha Karmitz, directeur général de MK2, Thibo Denis, designer footwear de Dior ou d’anciens footballeurs comme David Bellion, Steve Marlet ou Edouard Cissé.  
Initialement soutenu par Nike, le concept du Ballon FC souhaite impulser « une nouvelle culture foot, plus stylée, plus cool » : chaque équipe conçoit ses équipements, produit sa propre direction artistique et est présente sur les réseaux sociaux. Le tournoi du Ballon FC concurrence la ligue Underground Football Club, au concept similaire. 
En 2014, Pascal Monfort et son équipe lancent Le Ballon Bar, un établissement destiné au football à partir de la Coupe du Monde 2014, puis La Galerie du Ballon FC à l’occasion de l’Euro 2016, galerie d’art où se rencontrent création graphique, mode et football, et enfin, le Pop-Up Ballon, animation commerciale éphémère chez Citadium (grand magasin filiale du Printemps) pendant la Coupe du Monde 2018.

#### In Corpore Sano Magazine
En 2019, il publie In corpore sano, magazine semestriel consacré à la culture bien-être. Il en est rédacteur en chef, Sébastien Peretto est directeur éditorial et l'agence créative Golgotha à la direction artistique. Le premier numéro est lancé en juin à la librairie Yvon Lambert, pour l'ouverture de la Fashion Week Hommes de Paris et se trouve en rupture de stock à l'issue de la soirée. Les thématiques abordées sont : modèles de préparation mentale (Tom Pagès, Marion Barbeau...), séries sur la préparation physique, la mode « athluxury » ou les produits de beauté naturels, recherches historiques sur le bien-être ou cartes blanches à des artistes (Christophe Brunnquell, Andy Rolfes, Charles Negre...).